# Szondi Kiállítótér és Turisztikai Központ
A táj természeti kincsei mellett ostromjátékok, íjászat, tánc és kézműves foglalkozások idézik meg a törökökkel vívott harcot és a 16. század hangulatát. A Szondi Kiállítótér és Turisztikai Központ rövidfilmjei a korabeli harcászati módszereket és Drégely várának építését, történetét szemléltetik, a Drégelypalánkon feltárt régészeti leletek pedig a település mindennapjait illusztrálják.